# John Gurdon
John Bertrand Gurdon (Dippenhall, 2 oktober 1933) is een Brits ontwikkelingsbioloog. In 2012 kreeg hij samen met Shinya Yamanaka de Nobelprijs voor Fysiologie of Geneeskunde voor de ontdekking dat volwassen cellen geherprogrammeerd kunnen worden tot pluripotente stamcellen die alle cellen kunnen vormen in het menselijk lichaam.

## Biografie
Gurdon studeerde aan de Universiteit van Oxford, aanvankelijk klassiek maar stapte over naar de zoölogie. Na zijn promotie ging hij als post-doc aan de slag bij het California Institute of Technology. Na deze periode keerde hij terug naar Engeland waar hij van 1966 tot 1971 werkzaam was aan de faculteit zoölogie van de Universiteit van Oxford. Inmiddels is hij werkzaam bij het Gurdon Institute te Cambridge.

## Werk
Het grootste deel van zijn onderzoek voerde Gurdon uit in Cambridge bij het MRC-laboratorium voor Moleculaire Biologie (1971-1983) en vervolgens bij de faculteit Zoölogie (1983-huidig). In 1958, toen hij nog student in Oxford was, slaagde hij na vele mislukte pogingen erin een klauwkikker te klonen door de celkern uit een intacte eicel te verwijderen en te vervangen door een celkern uit het darmkanaal van een Xenopus-kikkervisje.
Met dit experiment bewees Gurdon dat het DNA van elke celkern nog steeds alle benodigde informatie aanwezig is om de ontwikkeling van een organisme aan te sturen. Ofwel dat cellen in bepaalde omstandigheden in staat zijn om een eicel te laten ontwikkelen tot een volwassen organisme. Zijn experimenten trokken de aandacht van de wetenschappelijke gemeenschap: de gereedschappen en technieken die hij ontwikkelde voor eiceltransplantatie worden vandaan de dag nog steeds toegepast.
Voor zijn werk werd Gurdon onderscheiden met de Royal Medal (1985), de Wolfprijs in Geneeskunde (1989), de Copley Medal (2003), de Albert Lasker Award for Basic Medical Research (2009) en de Nobelprijs voor de Fysiologie of Geneeskunde (2012)
- CiNii: DA00776321
- Gemeinsame Normdatei: 1023551330
- International Standard Name Identifier: 0000 0001 1776 0653
- Library of Congress Control Number: n81047632
- Bibliotheek van het Japanse parlement: 00442000
- Nationale bibliotheek van Australië: 36069508
- Nationale Bibliotheek van Israël: 987007275072505171
- Nationale Bibliotheek van Polen: a0000003224506
- Nederlandse Thesaurus van Auteursnamen: 067858295
- ORCID: 0000-0002-5621-3799
- LIBRIS: 337754
- SNAC: w6p99xfj
- Système universitaire de documentation: 084997699
- Trove: 1206269
- Virtual International Authority File: 94291756
- WorldCat: E39PBJmTrf87bXFP4jQkdxmKh3

1901: Behring · 
1902: Ross · 
1903: Finsen · 
1904: Pavlov · 
1905: Koch · 
1906: Golgi, Ramón y Cajal · 
1907: Laveran · 
1908: Mechnikov, Ehrlich · 
1909: Kocher · 
1910: Kossel · 
1911: Gullstrand · 
1912: Carrel · 
1913: Richet ·
1914: Bárány · 
1919: Bordet · 
1920: Krogh · 
1922: Hill, Meyerhof · 
1923: Banting, Macleod · 
1924: Einthoven ·
1926: Fibiger · 
1927: Wagner-Jauregg · 
1928: Nicolle · 
1929: Eijkman, Hopkins · 
1930: Landsteiner · 
1931: Warburg · 
1932: Sherrington, Adrian · 
1933: Morgan · 
1934: Whipple, Minot, Murphy · 
1935: Spemann · 
1936: Dale, Loewi · 
1937: Szent-Györgyi · 
1938: Heymans · 
1939: Domagk · 
1943: Dam, Doisy · 
1944: Erlanger, Gasser · 
1945: Fleming, Chain, Florey · 
1946: Muller · 
1947: C. Cori, G. Cori, Houssay · 
1948: Müller · 
1949: Hess, Moniz · 
1950: Kendall, Reichstein, Hench · 
1951: Theiler · 
1952: Waksman · 
1953: Krebs,Lipmann ·
1954: Enders, Weller, Robbins · 
1955: Theorell · 
1956: Cournand, Forssmann, Richards · 
1957: Bovet · 
1958: Beadle, Tatum, Lederberg · 
1959: Ochoa, Kornberg · 
1960: Burnet, Medawar · 
1961: Békésy · 
1962: Crick, Watson, Wilkins · 
1963: Eccles, Hodgkin, Huxley · 
1964: Bloch, Lynen · 
1965: Jacob, Lwoff, Monod · 
1966: Rous, Huggins · 
1967: Granit, Hartline, Wald · 
1968: Holley, Khorana, Nirenberg · 
1969: Delbrück, Hershey, Luria · 
1970: Katz, Euler, Axelrod · 
1971: Sutherland · 
1972: Edelman, Porter · 
1973: Frisch, Lorenz, Tinbergen · 
1974: Claude, De Duve, Palade · 
1975: Baltimore, Dulbecco, Temin ·
1976: Blumberg, Gajdusek · 
1977: Guillemin, Schally, Yalow · 
1978: Arber, Nathans, Smith · 
1979: Cormack, Hounsfield · 
1980: Benacerraf, Dausset, Snell · 
1981: Sperry, Hubel, Wiesel · 
1982: Bergström, Samuelsson, Vane · 
1983: McClintock · 
1984: Jerne, Köhler, Milstein · 
1985: Brown, Goldstein · 
1986: Cohen, Levi-Montalcini · 
1987: Tonegawa · 
1988: Black, Elion, Hitchings · 
1989: Bishop, Varmus · 
1990: Murray, Thomas · 
1991: Neher, Sakmann · 
1992: Fischer, Krebs · 
1993: Roberts, Sharp · 
1994: Gilman, Rodbell · 
1995: Lewis, Nüsslein-Volhard, Wieschaus · 
1996: Doherty, Zinkernagel · 
1997: Prusiner · 
1998: Furchgott, Ignarro, Murad · 
1999: Blobel · 
2000: Carlsson, Greengard, Kandel ·
2001: Hartwell, Hunt, Nurse · 
2002: Brenner, Horvitz, Sulston · 
2003: Lauterbur, Mansfield · 
2004: Axel, Buck · 
2005: Marshall, Warren ·
2006: Fire, Mello ·
2007: Capecchi, Smithies, Evans ·
2008: Zur Hausen, Barré–Sinoussi, Montagnier ·
2009: Blackburn, Greider, Szostak ·
2010: Edwards ·
2011: Beutler, Hoffmann, Steinman ·
2012: Gurdon, Yamanaka ·
2013: Rothman, Schekman, Südhof ·
2014: O'Keefe, Moser, Moser ·
2015: Campbell, Omura, Tu ·
2016: Osumi ·
2017: Hall, Rosbash, Young ·
2018: Allison, Honjo ·
2019: Kaelin, Ratcliffe, Semenza ·
2020: Alter, Houghton, Rice ·
2021: Julius, Patapoutian ·
2022: Pääbo ·
2023: Karikó, Weissman ·
2024: Ambros, Ruvkun